# Relaciones Alemania-Rusia
Las relaciones entre Alemania y Rusia tienen una larga y cambiante historia que ha basculado desde la cooperación y la alianza hasta la tensión o incluso el conflicto armado. Desde la reunificación alemana y el final de la Guerra fría, Alemania y Rusia han desarrollado una "asociación estratégica" en la que la energía es sin duda uno de los factores más importantes. En este sentido, Alemania depende de la energía rusa como Rusia depende de las inversiones de la industria pesada alemana para desarrollar su infraestructura energética.
De acuerdo a una encuesta de 2013 del Servicio mundial de la BBC, solo un 12% de la población alemana veía las influencias rusas de forma positiva, mientras un 61% tenía una visión negativa. Por el contrario, los rusos expresaban una visión mucho más positiva sobre las influencias alemanas, con un 55% de aprobación y un 10% que expresan una visión negativa.

## Alemanes en Rusia
Desde la reunificación, Alemania se ha convertido de nuevo en el hogar para una creciente gran comunidad compuesta por rusos de ascendencia alemana que se han trasladado de nuevo a Alemania como ciudadanos de pleno derecho. En la década de los años 1990 llegaron entre 100.000 y 200.000 antiguos alemanes. Por su parte, Alemania también ha financiado a las comunidades de alemanes que se quedaron en Rusia.